# Yatomi (Aichi)
Yatomi (弥富市, Yatomi-shi?) es una ciudad situada en la prefectura de Aichi, Japón. Tiene una población estimada, a inicios de agosto de 2022, de 43 906 habitantes.
Es una ciudad dormitorio de Nagoya.

La ciudad fue fundada el 1 de octubre de 2006, luego de la fusión del pueblo de Yatomi y de la villa de Jūshiyama, del distrito de Ama.

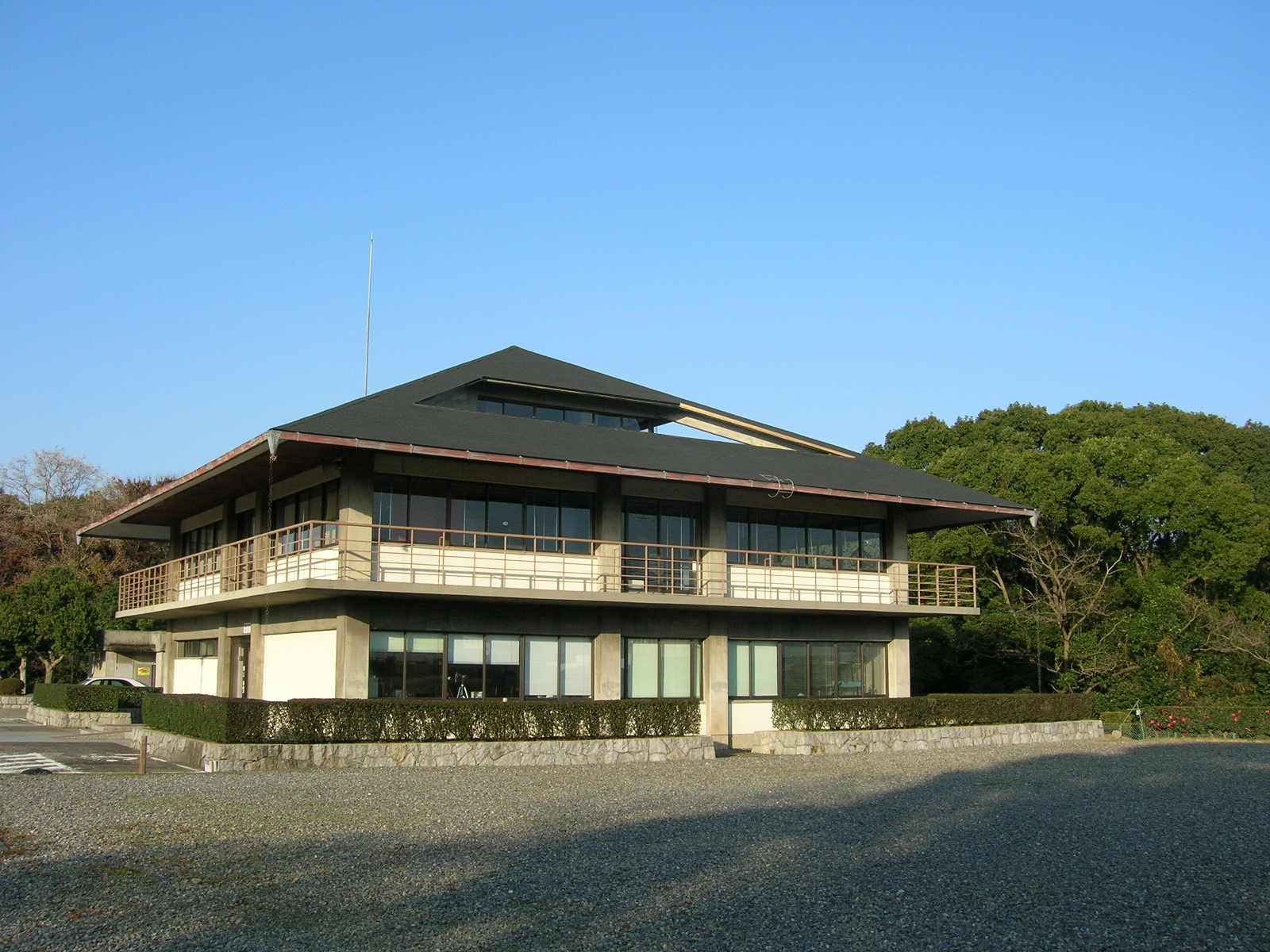
Santuario de Aves Salvajes de Yatomi.